# Anastassia Krouglova
Anastassia Krouglova (en russe : Анастасия Круглова) est une ancienne joueuse de volley-ball russe née le 9 novembre 1983 à Rostov Veliki (Oblast de Iaroslavl). Elle mesure 1,83 m et jouait au poste de réceptionneuse-attaquante.

## Clubs
| Club              | De        | À         |
| ----------------- | --------- | --------- |
| Iaroslavna-TMZ    |           | 2005-2006 |
| Severstal         | 2006-2007 | 2006-2007 |
| Iaroslavna-TMZ    | 2007-2008 | 2007-2008 |
| Severstal         | 2008-2009 | 2009-2010 |
| Universitet-Vizit | 2010-2011 | 2010-2011 |
| Indesit Lipetsk   | 2011-2012 | 2012-2013 |